# Tứ mỹ Hà thành
Tứ mỹ Hà Thành là tên gọi chung cho 4 người đẹp nổi tiếng của Hà Nội thế kỉ XX. Đó là bốn người phụ nữ có sắc đẹp, nổi tiếng, đã làm say đắm nhiều nhà báo, ký giả, văn nhân, những công tử hào hoa ở chốn Hà Thành xưa.
Bốn người đó gồm:
- Cô Phượng ở phố Hàng Ngang, còn gọi là cô Phượng Ngàng Ngang.
- Cô Síu ở phố Cột Cờ, gọi là cô Síu Cột Cờ.
- Cô Nga ở phố Hàng Gai, gọi là cô Nga Hàng Gai.
- Cô Bính ở phố Hàng Đẫy, gọi là cô Bính Hàng Đẫy.